# Xã Indiana, Quận Marion, Iowa
Xã Indiana (tiếng Anh: Indiana Township) là một xã thuộc quận Marion, tiểu bang Iowa, Hoa Kỳ. Năm 2010, dân số của xã này là 726 người.